# Trithuria
Trithuria és l'únic gènere de plantes angiospermes de la família monotípica de les hidatelàcies (Hydatellaceae), un total de 13 espècies de plantes aquàtiques, deu d'elles natives d'Austràlia, i les altres tres es troben respectivament a l'illa de Tasmània, Nova Zelanda i l'Índia.

## Descripció
Són plantes herbàcies aquàtiques, petites i anuals, les fulles són basals i linears. Les flors són unisexuals, mancades de periant i s'agrupen en inflorescències en forma de capítol, les masculines tenen un únic estam i les femenines un sol carpel. Els seus fruits són fol·licles o un aquenis.

## Taxonomia
Aquest gènere va ser publicat per primer cop l'any 1860 a l'obra coneguda com a Flora Tasmaniae del botànic anglès Joseph Dalton Hooker (1817-1911), que descriu les plantes descobertes durant l'Expedició Erebus i Terror d'exploració de la regió antàrtica, entre 1839 i 1843 comandada per James Clark Ross.
Aquest gènere havia estat inclòs dins la família de les poàcies, però l'any 1976 el botànic alemany Ulrich Hamann va crear la família de les Hydatellaceae i el hi va incloure juntament amb el gènere Hydatella. L'any 2008 Sokoloff, Remizowa, Macfarlane i Rudall van redefinir el gènere incloent-hi les espècies del gènere Hydatella i afegint-hi de noves.

### Espècies
Dins d'aquest gènere es reconeixen les 13 espècies següents:
- Trithuria austinensis D.D.Sokoloff, Remizowa, T.D.Macfarl. & Rudall
- Trithuria australis (Diels) D.D.Sokoloff, Remizowa, T.D.Macfarl. & Rudall
- Trithuria bibracteata Stapf ex D.A.Cooke
- Trithuria cookeana D.D.Sokoloff, Remizowa, T.D.Macfarl. & Rudall
- Trithuria cowieana D.D.Sokoloff, Remizowa, T.D.Macfarl. & Rudall
- Trithuria filamentosa Rodway
- Trithuria fitzgeraldii D.D.Sokoloff, I.Marques, T.D.Macfarl., Rudall & S.W.Graham
- Trithuria inconspicua Cheeseman
- Trithuria konkanensis S.R.Yadav & Janarth.
- Trithuria lanterna D.A.Cooke
- Trithuria occidentalis Benth.
- Trithuria polybracteata D.A.Cooke ex D.D.Sokoloff, Remizowa, T.D.Macfarl. & Rudall
- Trithuria submersa Hook.f.

Totes aquestes espècies són natives d'Austràlia excepte Trithuria filamentosa que és nativa de Tasmània, Trithuria inconspicua que és nativa de Nova Zelanda i Trithuria konkanensis que ho és de l'Índia.

### Sinònims
Els següents noms científics són sinònims heterotípics de Trithuria:
- Hydatella Diels
- Juncella F.Muell.